# Rimbachzell
Rimbachzell – miejscowość i gmina we Francji, w regionie Grand Est, w departamencie Górny Ren.
Według danych na rok 1990 gminę zamieszkiwało 196 osób, 109 os./km².